# Tom Reiss

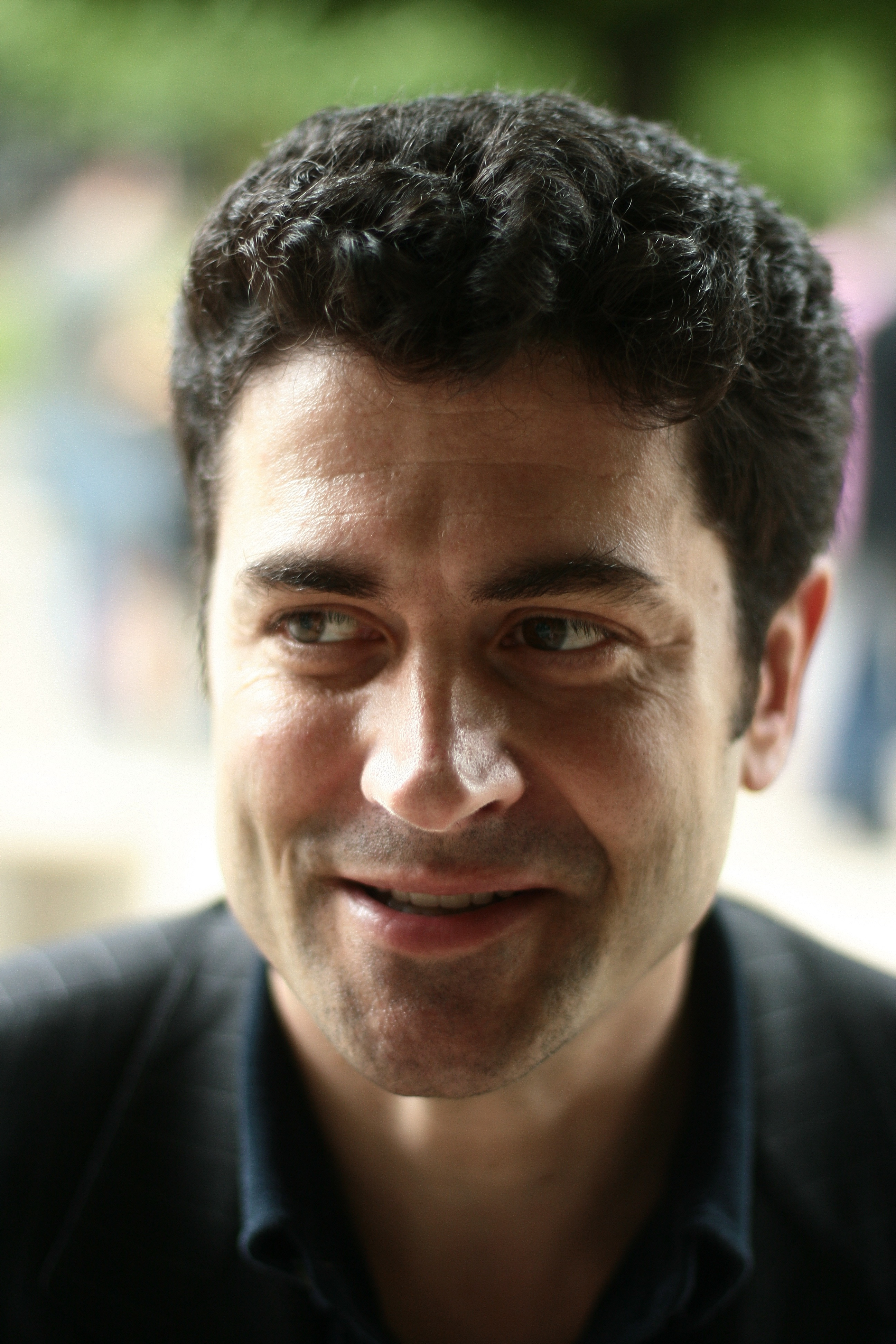
Tom Reiss (2011)

Tom Reiss (* 5. Mai 1964 in New York City) ist ein US-amerikanischer Autor, Historiker und Journalist, der durch mehrere seiner Bücher international bekannt wurde.

## Hauptwerke
Vor allem durch folgende Schriften wurde Tom Reiss international bekannt:

- Führer-Ex: Memoirs of a Former Neo-Nazi (1996; gemeinsam mit Ingo Hasselbach) – Drei Jahre zuvor hatte der ehemalige Neonazi Ingo Hasselbach mit Die Abrechnung: Ein Neonazi steigt aus seinen Bericht über die rechte Szene und seinen Ausstieg aus derselben veröffentlicht[1]. Hasselbach und Reiss erarbeiteten einige Jahre später die Grundlage für die englische Fassung. Hasselbach versteckte sich zu dieser Zeit außerhalb Deutschlands, um möglichen Racheaktionen aus seinem früheren Umfeld zu entgehen.
- Der Orientalist: Auf den Spuren des Essad Bey (2008 auf Deutsch erschienen) – Eine Biographie über das bewegte Leben von Lev Nussimbaum (1905–1942), der seine Kindheit im damals reichen und multikulturellen Baku verbrachte, vor der russischen Revolution fliehen musste, später im turbulenten Berlin der Weimarer Republik lebte und dort unter mehreren Namen publizierte[2], sich dadurch zu einem anerkannten Experten über den Orient entwickelte, dann seine jüdische Herkunft vor den Nationalsozialisten verbergen musste, und schließlich in Italien starb. 
Reiss’ Biographie wurde international ein Bestseller und erschien in mehr als 18 Sprachen. Sie wurde 2006 in die Shortlist des Samuel-Johnson-Literaturpreises aufgenommen[3].
- Der schwarze General: Das Leben des wahren Grafen von Monte Christo (2013 auf Deutsch erschienen) – die Biographie über General Thomas Alexandre Dumas, Vater von Alexandre Dumas dem Älteren und Großvater von Alexandre Dumas dem Jüngeren. Thomas Alexandre Dumas stammte aus der damaligen französischen Kolonie Saint-Domingue, dem heutigen Haiti. Er war Kind eines französischen Aristokraten und einer Sklavin afrikanischer Herkunft; er verbrachte seine Jugend im Paris des Ancien Régime, und machte dann im Militär der Revolutionszeit und dem Beginn der napoleonischen Epoche Karriere. Zahlreiche Episoden seines Lebens dienten seinem Sohn, dem Schriftsteller Alexandre Dumas, als Inspiration und wurden von ihm in seinen Romanen Der Graf von Monte Christo und Die drei Musketiere verarbeitet. 
Für dieses Werk wurde Reiss u. a. 2013 der Pulitzer-Preis in der Kategorie Biographie oder Autobiographie verliehen, und es erschien in zahlreichen „Best-of“-Listen[4].

## Lebenslauf
Tom Reiss wurde am 5. Mai 1964 in New York City geboren. Seine Familie ist jüdischen Glaubens; während seine Großeltern mütterlicherseits im Konzentrationslager Auschwitz ermordet worden waren, konnte seine Mutter überleben, da sie als Kind in Frankreich versteckt wurde. 

Reiss verbrachte seine frühe Kindheit zunächst in Manhattan und dann in San Antonio und Dallas, Texas, wo sein Vater als Neurochirurg bei der Luftwaffe arbeitete. Dann zog seine Familie nach Massachusetts und von dort nach Neuengland. Er besuchte die renommierte Hotchkiss-Privatschule und das Harvard College, wo er als Journalist und Redakteur für Campuszeitschriften tätig war. Im Jahr 1987 erlangte er seinen Abschluss. Reiss übte zahlreiche Nebenjobs aus, die ihn ebenfalls wertvolle Erfahrungen sammeln ließen.
1989 reiste Tom Reiss nach Deutschland, um die Geschichte seiner Familie zu recherchieren. Er war fasziniert von der sog. „Wende“ und den Ereignissen dieser Zeit, vor allem in Ostdeutschland. Reiss beschäftigte sich auch deshalb mit dem Neonazismus und befragte junge Neonazis, um besser nachvollziehen zu können, weshalb sie einer Ideologie anhingen, die vor Jahrzehnten den Tod vieler Mitglieder seiner Familie herbeigeführt hatte.

## Bibliographie (Auswahl)
- The Black Count: Glory, Revolution, Betrayal, and the Real Count of Monte Cristo, London 2012. Deutsche Ausgabe: Der schwarze General: Das Leben des wahren Grafen von Monte Christo, München 2013, ISBN 3-423-28017-4.
- The Orientalist: Solving the Mystery of a Strange and Dangerous Life, New York 2005. Deutsche Ausgabe: Der Orientalist: Auf den Spuren des Essad Bey, Hamburg 2008, ISBN 3-940731-05-6.
- gemeinsam mit Ingo Hasselbach: Führer-Ex: Memoirs of a Former Neo-Nazi, London 1996.

Reiss hat außerdem als Journalist für den New Yorker, das Wall Street Journal und die New York Times gearbeitet.